# انوار الفقاهه
أنوار الفقاهه تألیف شیخ حسن کاشف الغطاء است که توسط پژوهشگاه علوم و فرهنگ اسلامی منتشر شده است. این کتاب در سی و سومین دوره جایزه کتاب سال جمهوری اسلامی ایران، به‌عنوان «کتاب سال ایران» برگزیده شد.
این کتاب ۱۴ آبان ۱۳۹۴ در سالن همایش‌های پژوهشگاه علوم و فرهنگ اسلامی قم رونمایی شد، تصحیح کتاب به درخواست آیت الله زنجانی آغاز شده بود.
شیخ حسن کاشف الغطاء در تألیف این کتاب و نیز در ترتیب ابواب فقهی بسیار متأثر از آثار شهیدین خصوصاً آثار شهید اول عمل کرده است؛ کتاب شامل اکثر ابواب فقهی است که پس از تحقیق کامل در ۱۰ جلد به چاپ رسیده است.